# PS Mitra Kukar
El Persatuan Sepakbola Mitra Kukar es un equipo de fútbol de Indonesia que milita en la Super Liga de Indonesia, la liga de fútbol más importante del país, ha sido campeón de Liga en 3 ocasiones y finalista del torneo de copa una vez.

## Historia

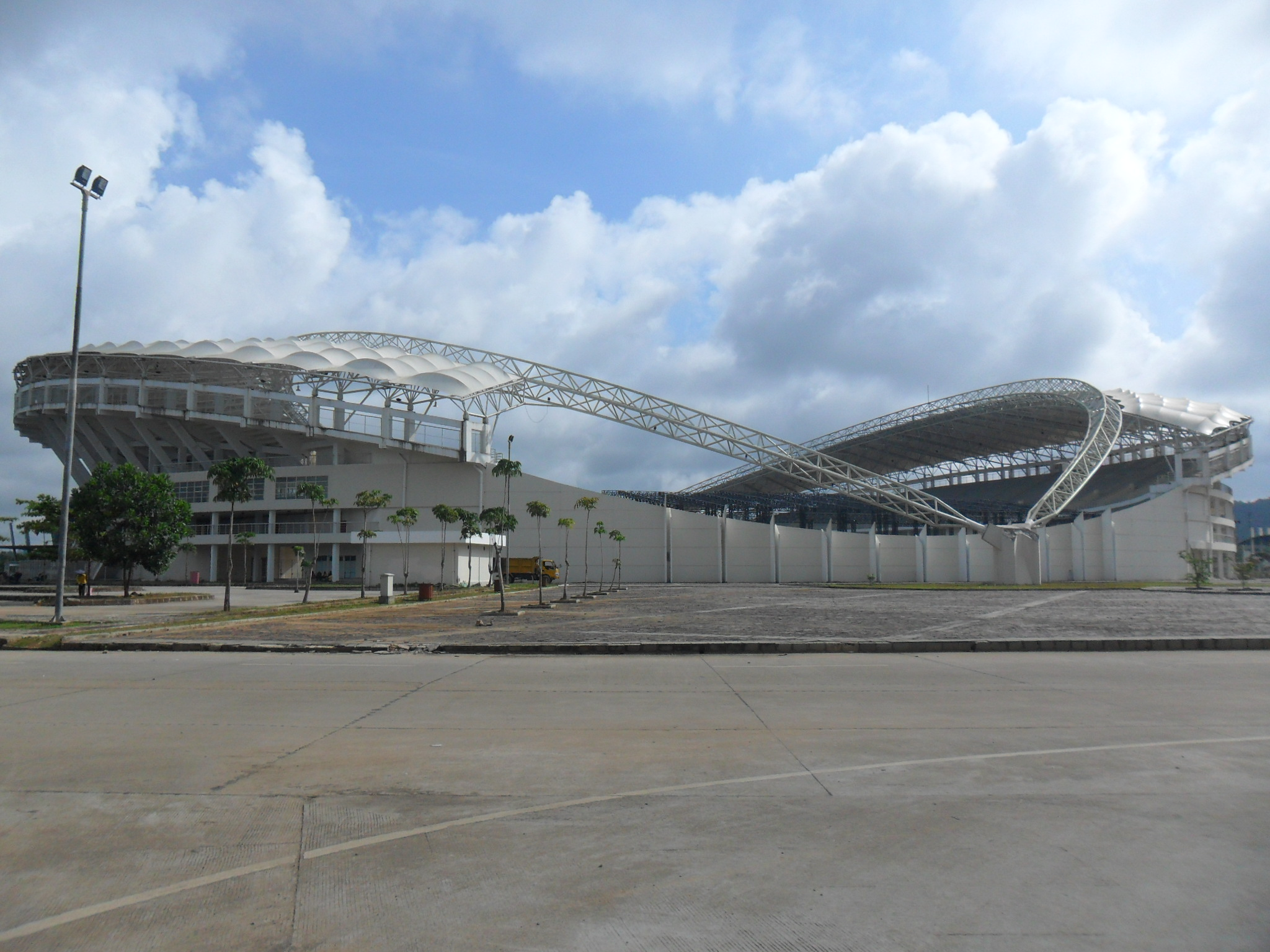
Perjiwa Stadium, estadio del club inaugurado en 2009.

El club fue fundado el año 1979 en la ciudad de Surabaya con el nombre Niac Mitra FC y conocido popularmente como Niac Mitra Surabaya. En 1999 el club es trasladado a la ciudad de Palangkaraya en Borneo Central pasando a llamarse Mitra Kalteng Putra, finalmente en 2003 se mudaron a la ciudad de Tenggarong y cambiaron su nombre por el que llevan actualmente.
A nivel internacional ha participado en 1 torneo continental, en la Copa de la AFC del año 1989, donde fue eliminado en la Ronda Clasificatoria por el Royal Thai Air Force de Tailandia, el Pahang FA de Malasia, el Geylang International de Singapur y el Bandaran de Brunéi.
Fue dirigido el año 2004 por el DT chileno Hernán Godoy.

## Palmarés
- Liga Indonesia: 3

1982, 1983, 1988
- Copa de Indonesia: 0
  - Finalista: 1

1986

## Participación en competiciones de la AFC
- Copa de Clubes de Asia: 1 aparición

1989 - Ronda Clasificatoria
| Temporada | Torneo                 | Ronda                |                      | Club                  | Casa | Visita |
| --------- | ---------------------- | -------------------- | -------------------- | --------------------- | ---- | ------ |
| 1989      | Copa de Clubes de Asia | Ronda Clasificatoria | Bandera de Brunéi    | Bandaran              | –    | 1–3    |
|           |                        | Ronda Clasificatoria | Bandera de Malasia   | Pahang FA             | –    | 0–0    |
|           |                        | Ronda Clasificatoria | Bandera de Tailandia | Royal Thai Air Force  | –    | 2–1    |
|           |                        | Ronda Clasificatoria | Bandera de Singapur  | Geylang International | –    | 1–1    |

## Jugadores destacados
| - David Lee - Fandi Ahmad - Bio Paulin - Gustave Bahoken - Pierre Njanka - Franco Hita - Anderson da Silva | - Marcus Bent - Kevin Olivieira - Nemanja Obrić - Alexander Pulalo - Ilham Jaya Kesuma - Sugiantoro |

## Entrenadores
- Eddy Simon (2003)
- Hernán Godoy (2004)
- Solekan (2004)
- Vata Matanu García (2005)
- Ivan Kolev (2006)
- Sukardi (2006)
- Mustaqim (2007)
- Jacksen Tiago (2008)
- Nus Yadera (2008)
- Mustaqim (2009)
- Benny Dollo (2010-2011)
- Simon McMenemy (2011-2012)
- Stefan Hansson (2012-2015)
- Scott Cooper (2015)
- Jafri Sastra (2015-2016)
- Subangkit (2016-)